# Полочик
Полочик (исп. Rio Polochic) — река в Центральной Америке, протекающая на востоке Гватемалы. Длина реки 194 километра, площадь водосбора — 2869,94 км². Начинается в пограничье провинций Альта-Верапас и Баха-Верапас вблизи городка Пурульа. Течёт с запада на восток. Впадает в озеро Исабаль, высота устья около 15 метров.

## Притоки
Крупнейшими притоками являются реки Матансас, Куканха и Синанха.

## Гидрология
Среднегодовой расход воды на водомерной станции Телеман в районе Пансос составляет 68,33 м³/с. Сток вод Полочика поставляет примерно половину объёма вод, поступающих в озеро Исабаль. Река судоходна на протяжении 30 км от устья до Пансоса.

## Характеристика бассейна
Бассейн реки лежит в экологическом регионе влажных субтропических лесов атлантического побережья Центральной Америки. Видами-индикаторами являются Orbignya cohune, Terminalia amazonia, Brosimun alicastrum, хлопковое дерево, Vochysia hondurensis, сосна карибская, виды родов Lochocarpus, вирола, цекропия.
Среднегодовая температура региона составляет 20 °C, варьируясь от 15 °C в истоках реки до 32 °C в нижнем течении. Влажность воздуха от 75 до 100 %. Среднегодовое количество осадков — 2180 мм.
Большая часть (96 %) населения долины является индейцами, говорящими на языке кекчи). Основное занятие населения — сельское хозяйство. Главными культивируемыми растениями в долине реки являются кукуруза, фасоль, кофе, кардамон, масличная пальма и сахарный тростник.
Устье реки признано охраняемым рамсарским угодьем.